# Edna Kiplagat
Edna Kiplagat (15 de septiembre de 1979, Kenia) es una corredora de fondo keniana. Fue campeona del mundo de maratón en 2011 y 2013.

## Trayectoria
Kiplagat ganó la medalla de plata en los 3000 metros en el Campeonato Mundial Junior de 1996 y una medalla de bronce en el Campeonato Mundial Junior de 1998 en la misma distancia.
En el año 2010 ganó la maratón de Los Ángeles y la maratón de Nueva York.
En el Campeonato Mundial de 2011 celebrado en Daegu, se proclamó campeona del mundo de maratón, título volvió a conseguir dos años después en el Campeonato Mundial de 2013, por lo que se convirtió en la primera mujer que lo revalida.
El 13 de abril de 2014 ganó el maratón de Londres con un tiempo de 2:20:21.

## Palmarés
| Año  | Competición               | Lugar       | Puesto | Prueba  | Tiempo  |
| ---- | ------------------------- | ----------- | ------ | ------- | ------- |
| 1996 | Campeonato Mundial Junior | Sídney      | 2.º    | 3000 m  | 8:53,06 |
| 1998 | Campeonato Mundial Junior | Annecy      | 3.º    | 3000 m  | 9:05,46 |
| 2010 | Maratón de Los Ángeles    | Los Ángeles | 1.º    | Maratón | 2:25:38 |
| 2010 | Maratón de Nueva York     | Nueva York  | 1.º    | Maratón | 2:28:20 |
| 2011 | Campeonato Mundial        | Daegu       | 1.º    | Maratón | 2:28:43 |
| 2013 | Campeonato Mundial        | Moscú       | 1.º    | Maratón | 2:25:44 |
| 2014 | Maratón de Londres        | Londres     | 1.º    | Maratón | 2:20:21 |